# واگاشی

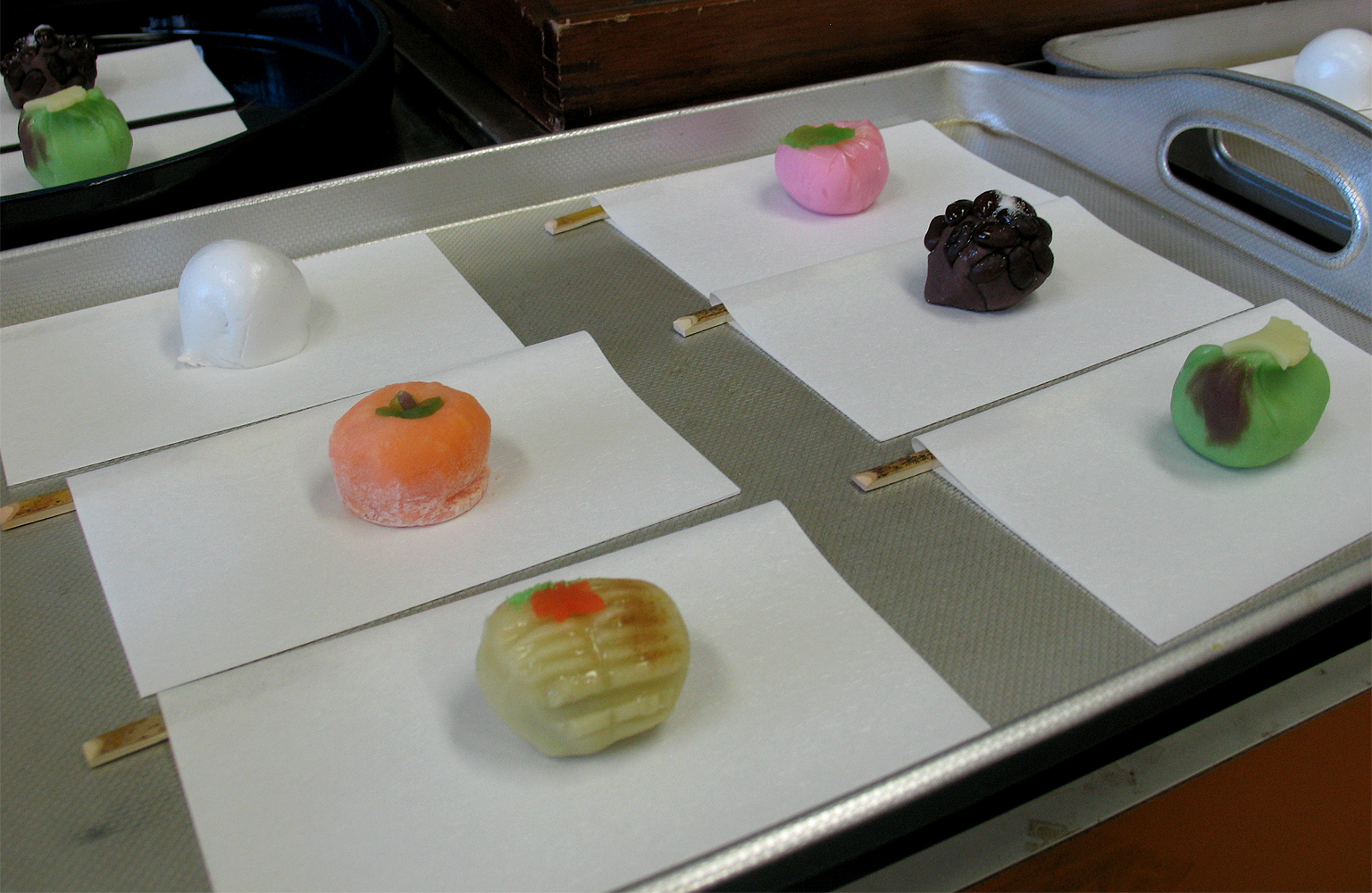
واگاشی

واگاشی (به ژاپنی: 和菓子 Wagashi) به شیرینی سنتی ژاپنی گفته می‌شود. واژهٔ واگاشی در مقابل واژهٔ یوگاشی که به انواع شیرینی‌های غربی گفته می‌شود که در دوره میجی به فرهنگ غذایی ژاپن وارد شدند، بکار برده می‌شود.